# پریل
پریل (انگلیسی: Prell) شرکت لوازم بهداشتی آمریکایی است، که در سال ۱۹۴۷ تأسیس شد.